# Aulacophora ioptera
Aulacophora ioptera là một loài bọ cánh cứng trong họ Chrysomelidae. Loài này được Wiedemann miêu tả khoa học năm 1823.